# Bušija
Bušija (arap. بوشية) je vrsta poluprozirnog vela kojeg nose Arapkinje u obalnim zemljama uz Perzijski zaljev. Izrađuje se od tamne vune i najčešće je crne boje. Bušija je koprena, tanko i djelomično providno platno skrojeno da visi preko lica i lagano ga zakriva od pogleda. Time se razlikuje od nikaba koji prekriva donji dio lica, odnosno batule koja prekriva gornji. Najčešće se nosi uz abu ili džilbab preko tijela, dok se na glavi može umotavati ispod ili preko raznih vrsta pokrivala za kosu (al-amira, šajla, kimar). Sličan odjevni predmet bušiji je peča, turska koprena koja se od stoljeća nosila u Osmanskom Carstvu uključujući i Balkan.

## Vanjske poveznice
- Slika bušije na portalu Pinterest